# Penny Baker
Penny Baker (nacida el 5 de octubre de 1965) es una modelo estadounidense y actriz. Después de ser entrevistada en Chicago,  fue escogida Playmate del Mes para la revista Playboy en enero de 1984, el 30.º aniversario de Playmate. Sus fotografías fueron realizadas por Arny Freytag en Nueva York, Búfalo, y Los Ángeles cuando ella tenía 17 años, con el permiso escrito de sus padres. Su reportaje fue titulado "Lucky Penny" y en él aparecía que ella tenía 18 años.
En 1985, tuvo un cameo en la película Real Genius, apareciendo en la escena de la piscina. En 1986,  tuvo un papel como una prostituta de lujo en The Men's Club.
Baker fue una vez entrevistada por el escritor Martin Amis. Según él, "en apenas un minuto me he quedado sin preguntas."